# Štefan Jurech
Gen. Štefan Jurech (9. června 1898 Bošáca – 4. března 1945? Koncentrační tábor Flossenbürg) byl československý důstojník a slovenský generál, účastník příprav Slovenského národního povstání a oběť nacismu.

## Život

### Před první světovou válkou
Štefan Jurech se narodil 9. června 1898 v Bošáce u Nového Mesta nad Váhom v početné rodině rolníka Jána Jurecha a Anny rozené Adamátové. V rodné obci vychodil čtyřletou lidovou školu, měšťanskou školu, mezi lety 1910 a 1916 pak studoval na maďarském gymnáziu v Trenčíně.

### První světová válka
Do c. a k. armády narukoval Štefan Jurech v roce 1916 po ukončení studií. Absolvoval školu důstojníků v záloze a poté působil jako velitel roje, čety a roty. Bojoval na rumunské, italské a francouzské frontě. Do Československých legií nepřešel. První světovou válku zakončil v hodnosti poručíka.

### Mezi světovými válkami
Po ukončení první světové války se Štefan Jurech v prosinci 1918 přihlásil do nově vznikající československé armády. Sloužil v Trenčíně a poté v Košicích, na jaře 1919 jako velitel roty bojoval v Maďarsko-československé válce, následně absolvoval instruktorský kurz v Milovicích. Působil na Slovensku a průběžně si zvyšoval kvalifikaci. Mezi lety 1929 a 1932 studoval na Vysoké škole válečné v Praze, v červenci 1932 byl zařazen do skupiny důstojníků generálního štábu a do roku 1937 působil na velitelských funkcích v Bratislavě. Poté zastával post velitele 2. oddělení štábu na Zemském vojenském velitelství v Brně, během událostí spojených s Mnichovskou dohodou působil v Olomouci, po nich byl členem česko-polské delimitační komise. Před rozpadem Československa působil jako přednosta kabinetu vládního delegáta Slovenské krajiny u Ministerstva národní obrany. Dosáhl hodnosti majora.

### Druhá světová válka
Po rozpadu Československa v březnu 1939 přešel Štefan Jurech do služeb nově vzniklé Slovenské armády. Působil postupně na velitelských funkcích v Trenčíně, Bratislavě a Banské Bystrici. Mezi lednem 1941 a dubnem 1942 zastával funkci vojenského atašé v Budapešti, postupně získal akreditaci i pro Bukurešť a Řím. Po návratu byl k 1. květnu 1942 ustanoven velitelem Vzdušných zbraní se sídlem v Trenčíně. V září téhož roku byl odeslán na východní frontu konkrétně do Kavkazského předhoří, kde převzal velení Rychlé divize. K 1. lednu 1943 dosáhl generálské hodnosti a zúčastnil se ústupu divize na Krym. Během té doby se pokoušel s dalšími důstojníky zorganizovat přechod jednotky do zajetí, ale nebyl úspěšný. V září 1943 se vrátil do vlasti a zaujal svou původní funkci. Vojenská prokuratura proti němu zahájila vyšetřování z důvodu výše zmíněných příprav, byla na něj uvalena vyšetřovací vazba, ale pro nedostatek důkazů bylo od vyšetřování opět upuštěno. Měl být přeložen do výslužby, místo toho byl ale k 1. březnu 1944 ustanoven velitelem Vojenského vědeckého ústavu v Trenčíně. Zúčastnil se příprav Slovenského národního povstání, členství v jeho Vojenském ústředí ale odmítl z obav, že je sledován. V červenci 1944 měl být členem skupiny Karola Šmidkeho, která měla odletět na jednání do Sovětského svazu. Let se nakonec neuskutečnil. Po vypuknutí Slovenského národního povstání, o jehož počátku nebyl informován, se pokusil dostat na povstalecké území, neuspěl a dne 2. září 1944 byl zatčen v Bratislavě. Osudným se mu staly materiály nezničené a zanechané Ferdinandem Čatlošem ve služebním sejfu. Vězněn a vyslýchán gestapem byl ve Vídni a brněnských Kounicových kolejích. V lednu 1945 byl převezen do berlínské věznice Alt Moabit, kde byl opět vyslýchán ve věci organizace přechodu Rychlé divize k nepříteli. Poté byl převezen do koncentračního tábora Flossenbürg a zde byl v neznámý den popraven. V matrice v rodné obci je uveden datum 4. března 1945, tento údaj byl zapsán až v roce 1947.

## Ocenění

### Vyznamenání
- 1925 Československý válečný kříž 1914–1918
- 1939 Pamětní medaile za obranu Slovenska
- 1939 Medaile Za hrdinství II. stupně
- 1940 Medaile za zásluhy
- 1941 Kříž světové války 4. stupně
- 1942 Záslužný řád Německého orla 1. třídy
- 1943 Řád rumunské koruny 3. třídy
- 1943 Řád koruny krále Zvonimira
- 1943 Válečný vítězný kříž 4. třídy

### Posmrtná ocenění
- Štefanu Jurechovi byl v rodné Bošáci odhalen pomník[1]
- Po Štefanu Jurechovi je pojmenována jedna z ulic v rodné Bošáci
- Po Štefanu Jurechovi nese jméno letiště v Trenčíně[2]